# Mimudea flavipartalis
Mimudea flavipartalis là một loài bướm đêm trong họ Crambidae.